# Skibsbylejren
Skibsbylejren er et militært område nær Hjørring benyttet af Forsvarets Efterretningstjeneste (FE) hvorfra man indhenter signalefterretninger.
FE driver to aktive indhentningsstationer i Danmark, Sandagergård på Amager og Skibsbylejren. En tredje indhentningsstation, lytteposten ved Dueodde på Bornholm, blev nedlagt i januar 2012.

## Historie
Lejren blev oprettet af værnemagten under 2. verdenskrig og efter krigen overtog Forsvaret lejren og garnisonerede blandt andet enheder fra Flyvevåbnet og Hæren. 
Fra 1970 benyttede man en stor del af lejren som en grønlandsk efterskole.
Der har været foretaget signalefterretning i Skibsbylejren siden 1950. Først i træbarakker, men ved ankomsten af efterskoleeleverne blev den militære indhentningsstation flyttet over i en murstensbygning og der blev sat et hegn op mellem den militære og civile del af lejren. 
I 1978 installerede man det første satellitindhentningssystem og man begyndte fra dette tidspunkt at installere radomer i lejren. I dag er der i alt seks radomer på området.
Kriminalforsorgen lejede sig i 1981 ind i lejren for at bruge det som et fængsel underlagt statsfængslet på Kragskovhede. I 1987 blev alle lejrens træbarakker revet ned undtagen vagthuset som blev fredet.